# Liuhcea, Sarnî
Liuhcea (în ucraineană Люхча) este localitatea de reședință a comunei Liuhcea din raionul Sarnî, regiunea Rivne, Ucraina.

## Demografie
Componența lingvistică a localității Liuhcea
     Ucraineană (98,78%)
     Rusă (1,04%)
     Alte limbi (0,15%)
Conform recensământului din 2001, majoritatea populației localității Liuhcea era vorbitoare de ucraineană (98,78%), existând în minoritate și vorbitori de rusă (1,04%).